# Caletilla
La playa Caletilla está situada en el municipio español de Almuñécar, en la provincia de Granada, comunidad autónoma de Andalucía. Posee una longitud de alrededor de 100 metros y un ancho promedio de 15 metros.